# 世界锡安主义组织
世界锡安主义组织（缩写为WZO），又译世界犹太复国主义组织，是一个促进錫安主義的非政府组织 ，是西奥多·赫兹尔在1897年在瑞士巴塞尔举行的第一次世界犹太复国主义大会倡议下成立的，该倡议被称为巴塞尔计划 。
WZO目前由以下机构组成：世界犹太复国主义联盟，国际犹太复国主义联盟; 自称为犹太复国主义者的国际组织，如国际犹太复国主义妇女组织 ， 哈迪莎 ， 圣约之子会 ， 马加比体育联会 ，国际塞法迪联合会，三大世界犹太教 （ 正统 ， 保守 ， 改革 ），独联体代表团 - 英联邦独立国家 （前苏联的一些州）， 世界犹太学生联盟等。

## 历史
在欧洲民族主义运动的影响下，19世纪初，塞尔维亚的犹太教拉比阿尔卡来率先倡导犹太人重建圣地的家园。
19世纪中叶，东普鲁士的犹太教拉比卡里斯切尔著书立说，强调回归圣地巴勒斯坦和移居古代家园耶路撒冷是拯救犹太人和复兴犹太教的唯一途径。
19世纪后期，俄国和波兰的犹太人开始创立秘密组织，宣传锡安主义的思想纲领。1884年，俄国的犹太人医生利奥·平斯克在德国城市卡特维兹发起召开锡安主义大会，34个锡安主义组织的代表出席会议，决定共同资助犹太人移居巴勒斯坦，随后在敖德萨成立锡安主义组织的总部。
1897年8月，在瑞士巴塞尔，举行了第一次世界犹太复国主义者（锡安主义）大会，大会通过了《世界犹太复国主义纲领》，规定：“犹太复国主义的目标，是在巴勒斯坦为犹太民族建立一个由公共法律所保障的犹太人之家。”大会还决定成立世界犹太复国主义组织，西奥多·赫茨尔当选为主席，总部设在维也纳。
第一次世界大战后，奥斯曼帝国瓦解，其在中东的统治权易手。1917-1948年，英国统治巴勒斯坦。1920年，圣雷莫会议召开，将巴勒斯坦划入英国的势力范围。1922年，国际联盟宣布巴勒斯坦处于英国的委任统治之下。英国委任统治时期，犹太人移民的迅速增长。1917年11月2日，英国外交大臣阿瑟-詹姆斯·贝尔福写信给英国犹太复国主义联盟副主席罗斯柴尔德，表示赞成犹太人在巴勒斯坦“建立一个民族之家”，这就是著名的《贝尔福宣言》。

## 犹太复国主义组织总统
- 西奥多·赫茨尔：（1897-1904）
- 马克斯·诺道：（1904-1905）
- David Wolffsohn  ：（1905-1911）
- Otto Warburg ：（1911-1921）
- Chaim Weizmann （第1次）:( 1921-1931）
- Nahum Sokolow ：（1931-1935）
- Chaim Weizmann （第2次）:( 1935-1946）
- David Ben-Gurion （代理）:( 1946-1956）
- Nahum Goldmann ：（1946-1948） [4]
- David Ben-Gurion （代理）:( 1948-1956）
- Nahum Goldmann ：（1956-1968）
- Ehud Avriel ：（1968-1972）

## 运动纲领
详见：耶路撒冷计划

## 争议
自20世纪80年代起，一批以色列学者根据以色列和英国的解密档案，陆续写出一批实证性著作，挑战了犹太复国主义的主流叙事。出现两种深刻对立并仍在交锋的叙事：犹太复国主义的本质，究竟是一场犹太人发起的殖民运动，还是一场犹太民族的自我解放运动。相应地，以色列国有没有扮演殖民压迫者的角色，是不是它所自我标榜的民主国家。
1. ↑  .   [2019-05-13]. （原始内容存档于2020-11-04）.
2. ↑  .   [2019-05-13]. （原始内容存档于2021-03-17）.